# Batman & Bill
Batman & Bill è un film del 2017 diretto da Don Argott. Ispirato al libro Bill The Boy Wonder: The Secret Co-Creator of Batman di Marc Tyler Nobleman, il documentario racconta la storia di Bill Finger, co-creatore di Batman.
Il film è stato distribuito da Hulu a partire dal 6 maggio.